# Склют, Иосиф Самойлович
Иосиф Самойлович Склют (1910—1985) — советский драматург, киносценарист.

## Биография
Родился в Белополье. Окончил режиссёрский факультет ВГИКа (1934). С 1932 года работал в кино, писал сценарии для научно-популярных, документальных, художественных фильмов.
Прах захоронен в колумбарии на Митинском кладбище.

## Фильмография

### Мультипликация
- 1932 — Блэк энд уайт - сценарист
- 1935 — Сон в летнюю ночь - сценарист
- 1937 — Завещание (Завещание пса-скотинки) - режиссёр
- 1937 — Любимец публики - сценарист
- 1938 — Маленький-удаленький - сценарист
- 1940 — Любимые герои - сценарист

### Художественные фильмы
- 1939 — Девушка с характером
- 1942 — Боевой киносборник № 8
- 1942 — Боевой киносборник № 11
- 1942 — Музыкальный киносборник (2-я новелла «Открытие сезона», совместно с Борисом Ласкиным), режиссёр — Владимир Шмидтгоф
- 1942 — Новелла «Последний крестоносец» в фильме «Швейк готовится к бою»
- 1943 — Пропавший без вести («Родные берега», совместно с Борисом Ласкиным), режиссёр — Владимир Браун

### Документальные фильмы
- 1932 — Песнь о героях (с Й. Ивенсом)
- 1953 - Резекненская машинно-мелиоративная станция.
- 1959 — Звёзды встречаются в Москве
- 1960 — Опасные шаги